# WPBSA Q Tour 2021-2022 - Evento 1
L'evento 1 della WPBSA Q Tour 2021-2022 è il primo di quattro tappe di questa competizione, che si è disputato dal 19 al 21 novembre 2021, presso il Castle Snooker Club di Brighton, in Inghilterra.
Il torneo è stato vinto da David Lilley, il quale ha battuto in finale Si Jiahui per 5-1.
Durante il corso del torneo sono stati realizzati 28 century breaks. Il miglior break è stato messo a referto da Michael Georgiou (142).

## Tabellone

### Turno 1
| Giocatore 1     | Risultato | Giocatore 2            |
| --------------- | --------- | ---------------------- |
| Sergey Isaenko  | 1 - 3     | Zsolt Fenyvesi         |
| Liam Davies     | 3 - 2     | George Pragnell        |
| Steve Crowley   | 0 - 3     | Jordan Stepherd        |
| Connor Benzey   | 0 - 3     | Phil O'Kane            |
| Abid Manzoor    | 0 - 3     | Jamie Lashmar          |
| Daniel McGuckin | 1 - 3     | Mark Vincent           |
| Halim Hussain   | 2 - 3     | Manasawin Phetmalaikul |
| Marc Harman     | 0 - 3     | Alex Clenshaw          |
| Ryan Thomerson  | 3 - 1     | Jack Bradford          |
| James Height    | 1 - 3     | Andy Milliard          |
| Martyn Taylor   | 1 - 3     | Daniel Wells           |
| Jack Haley      | 2 - 3     | Jed Mann               |
| Chae Ross       | 2 - 3     | Stuart Watson          |
| Fergal Quinn    | 2 - 3     | Matthew Glasby         |
| Alfie Davies    | 3 - 1     | Conor Caniff           |
| Brian Ochoiski  | 3 - 0     | John Fearick           |
| Simon Bedford   | 3 - 2     | Tyler Rees             |
| Aidan Murphy    | 3 - 0     | Ronan Whyte            |
| David Morgan    | w/d - w/o | Sean O'Sullivan        |
| Damian Wilks    | 3 - 1     | Matthew Simpson        |
| Callum Lloyd    | 3 - 1     | Lee Page               |
| Ronnie Blake    | 3 - 2     | Andy Norman            |
| Paul Norris     | 0 - 3     | Andres Petrov          |
| Alex Davies     | 3 - 0     | Garry Coulson          |
| Dessie Sheehan  | 0 - 3     | Alfie Lee              |
| Zac Cosker      | 2 - 3     | Keishin Kamihashi      |
| Matthew Roberts | 3 - 1     | Dylan Smith            |

### Turno 2
| Giocatore 1         | Risultato | Giocatore 2            |
| ------------------- | --------- | ---------------------- |
| Lee Adams           | 0 - 3     | Zsolt Fenyvesi         |
| Liam Davies         | 3 - 0     | Jordan Stepherd        |
| Phil O'Kane         | 3 - 0     | Jamie Lashmar          |
| Mark Vincent        | 2 - 3     | Manasawin Phetmalaikul |
| Jeremy Dorchies     | 0 - 3     | Alex Clenshaw          |
| Ryan Thomerson      | 3 - 1     | Andy Milliard          |
| Daniel Wells        | 3 - 1     | Jed Mann               |
| Stuart Watson       | 2 - 3     | Matthew Glasby         |
| Patrick Whelan      | 2 - 3     | Alfie Davies           |
| Brian Ochoiski      | 2 - 3     | Simon Bedford          |
| Aidan Murphy        | 1 - 3     | Sean O'Sullivan        |
| Damian Wilks        | 0 - 3     | Callum Lloyd           |
| Ronnie Blake        | 2 - 3     | Andres Petrov          |
| Alex Davies         | 2 - 3     | Alfie Lee              |
| Vladislav Gradinari | 0 - 3     | Keishin Kamihashi      |
| Brandon Hall        | 3 - 1     | Matthew Roberts        |

### Trentaduesimi di finale
| Giocatore 1      | Risultato | Giocatore 2            |
| ---------------- | --------- | ---------------------- |
| Haydon Pinhey    | 3 - 1     | Zsolt Fenyvesi         |
| Michael White    | 0 - 3     | Liam Davies            |
| Sydney Wilson    | 3 - 0     | Jenson Kendrick        |
| Michael Georgiou | 3 - 0     | Phil O'Kane            |
| Luke Pinches     | 3 - 2     | Manasawin Phetmalaikul |
| Alex Millington  | 3 - 1     | Alex Clenshaw          |
| Ben Fortey       | 3 - 0     | Julien Leclercq        |
| Niel Vincent     | 2 - 3     | Alex Taubman           |
| Daniel Womersley | 3 - 2     | Florian Nüßle          |
| David Lilley     | 3 - 1     | Hamim Hussain          |
| Oliver Brown     | 1 - 3     | Ryan Thomerson         |
| John Astley      | 3 - 2     | Tony Knowles           |
| Ryan Davies      | 3 - 0     | Joshua Cooper          |
| Ross Muir        | 3 - 2     | Liam Graham            |
| Kuldesh Johal    | 3 - 1     | Callum Beresford       |
| Mark Lloyd       | 1 - 3     | Daniel Wells           |
| Leo Fernandez    | 3 - 0     | Eden Sharav            |
| Billy Joe Castle | 3 - 1     | Matthew Glasby         |
| Bai Langning     | 2 - 3     | Alfie Davies           |
| Ben Mertens      | w/d - w/o | Simon Bedford          |
| James Cahill     | w/o - w/d | Ian Martin             |
| Michael Collumb  | 3 - 2     | Sean O'Sullivan        |
| Simon Blackwell  | 3 - 1     | Callum Lloyd           |
| Joshua Thomond   | 0 - 3     | Harvey Chandler        |
| Si Jiahui        | 3 - 0     | Lee Shanker            |
| Soheil Vahedi    | 3 - 1     | Liam Pullen            |
| Brian Cini       | 2 - 3     | Andres Petrov          |
| Rod Lawler       | 2 - 3     | Alfie Lee              |
| Robbie McGuigan  | 3 - 1     | Hayden Staniland       |
| Sanderson Lam    | 0 - 3     | Brandon Sargeant       |
| Dylan Emery      | 1 - 3     | Keishin Kamihashi      |
| Saqib Nasir      | 1 - 3     | Brandon Hall           |

### Sedicesimi di finale
| Giocatore 1       | Risultato | Giocatore 2      |
| ----------------- | --------- | ---------------- |
| Haydon Pinhey     | 0 - 3     | Liam Davies      |
| Sydney Wilson     | 0 - 3     | Michael Georgiou |
| Luke Pinches      | 1 - 3     | Alex Millington  |
| Ben Fortey        | 3 - 1     | Alex Taubman     |
| Daniel Womersley  | 1 - 3     | David Lilley     |
| Ryan Thomerson    | 1 - 3     | John Astley      |
| Ryan Davies       | 0 - 3     | Ross Muir        |
| Kuldesh Johal     | 1 - 3     | Daniel Wells     |
| Leo Fernandez     | 3 - 1     | Billy Joe Castle |
| Alfie Davies      | 2 - 3     | Simon Bedford    |
| James Cahill      | 1 - 3     | Michael Collumb  |
| Simon Blackwell   | 0 - 3     | Harvey Chandler  |
| Si Jiahui         | 3 - 0     | Soheil Vahedi    |
| Andres Petrov     | 0 - 3     | Alfie Lee        |
| Robbie McGuigan   | 0 - 3     | Brandon Sargeant |
| Keishin Kamihashi | 3 - 1     | Brandon Hall     |

### Ottavi di finale
| Giocatore 1      | Risultato | Giocatore 2       |
| ---------------- | --------- | ----------------- |
| Liam Davies      | 3 - 1     | Michael Georgiou  |
| Alex Millington  | 3 - 2     | Ben Fortey        |
| David Lilley     | 3 - 1     | John Astley       |
| Ross Muir        | 1 - 3     | Daniel Wells      |
| Leo Fernandez    | 1 - 3     | Simon Bedford     |
| Michael Collumb  | 2 - 3     | Harvey Chandler   |
| Si Jiahui        | 3 - 1     | Alfie Lee         |
| Brandon Sargeant | 2 - 3     | Keishin Kamihashi |

### Quarti di finale
| Giocatore 1   | Risultato | Giocatore 2       |
| ------------- | --------- | ----------------- |
| Liam Davies   | 1 - 4     | Alex Millington   |
| David Lilley  | 4 - 3     | Daniel Wells      |
| Simon Bedford | 4 - 0     | Harvey Chandler   |
| Si Jiahui     | 4 - 1     | Keishin Kamihashi |

### Semifinali
| Giocatore 1     | Risultato | Giocatore 2  |
| --------------- | --------- | ------------ |
| Alex Millington | 0 - 4     | David Lilley |
| Simon Bedford   | 2 - 4     | Si Jiahui    |

### Finale
| Giocatore 1  | Risultato | Giocatore 2 |
| ------------ | --------- | ----------- |
| David Lilley | 5 - 1     | Si Jiahui   |

## Century breaks
Durante il corso del torneo sono stati realizzati 28 century breaks.
| N° | Giocatore         | Century breaks | Miglior break |
| -- | ----------------- | -------------- | ------------- |
| 1  | Daniel Wells      | 3              | 124           |
| =  | David Lilley      | 3              | 120           |
| 2  | Keishin Kamihashi | 2              | 133           |
| =  | Ross Muir         | 2              | 119           |
| =  | Ryan Thomerson    | 2              | 105           |
| 3  | Michael Georgiou  | 1              | 142           |
| =  | Alex Millington   | 1              | 136           |
| =  | Rod Lawler        | 1              | 128           |
| =  | Si Jiahui         | 1              | 127           |
| =  | Andres Petrov     | 1              | 125           |
| =  | Brandon Sargeant  | 1              | 120           |
| =  | Liam Graham       | 1              | 112           |
| =  | Billy Joe Castle  | 1              | 109           |
| =  | Ben Fortey        | 1              | 108           |
| =  | Soheil Vahedi     | 1              | 108           |
| =  | Phil O'Kane       | 1              | 107           |
| =  | Alfie Davies      | 1              | 105           |
| =  | Dylan Emery       | 1              | 104           |
| =  | Alex Davies       | 1              | 103           |
| =  | Haydon Pinhey     | 1              | 102           |
| =  | Brandon Hall      | 1              | 102           |